# Palazzo Tempi-Mazzei
Palazzo Tempi-Mazzei  è un edificio storico del centro di Firenze, situato in via Santa Monaca 2 angolo via dei Serragli 22 e via dell'Ardiglione, zona Oltrarno.

## Storia
L'edificio ha subito nel corso del tempo innumerevoli passaggi di proprietà, che si riflettono nel complesso sovrapporsi di modifiche e ampliamenti della struttura. Erano qui nel Quattrocento alcune case dei Serragli e dei Bonsi che, passate di proprietà ai Tempi, vennero unificate attorno alla metà del Cinquecento. 
Nei secoli successivi il palazzo passò ai Venerosi Pesciolini da San Gimignano, ai Pandolfini di Prato e, nel 1734, ai Gaetani, nella persona del senatore Francesco. Acquistato nel 1773 dal medico e cerusico Giuseppe Vespa, vide nel corso dell'Ottocento la presenza di due significativi artisti del tempo: il pittore François-Xavier Fabre (proprietario dell'immobile dal 1817 al 1830 circa) e lo scultore e collezionista Emilio Santarelli (dal 1837 al 1870, il quale aveva ricomprato l'immobile dai Damiani proprio grazie all'eredità lasciatagli da Fabre). Lo stesso Santarelli vendette il palazzo all'Ordine Mauriziano che, nel 1885, lo cedette ai Mazzei di Prato.

## Descrizione

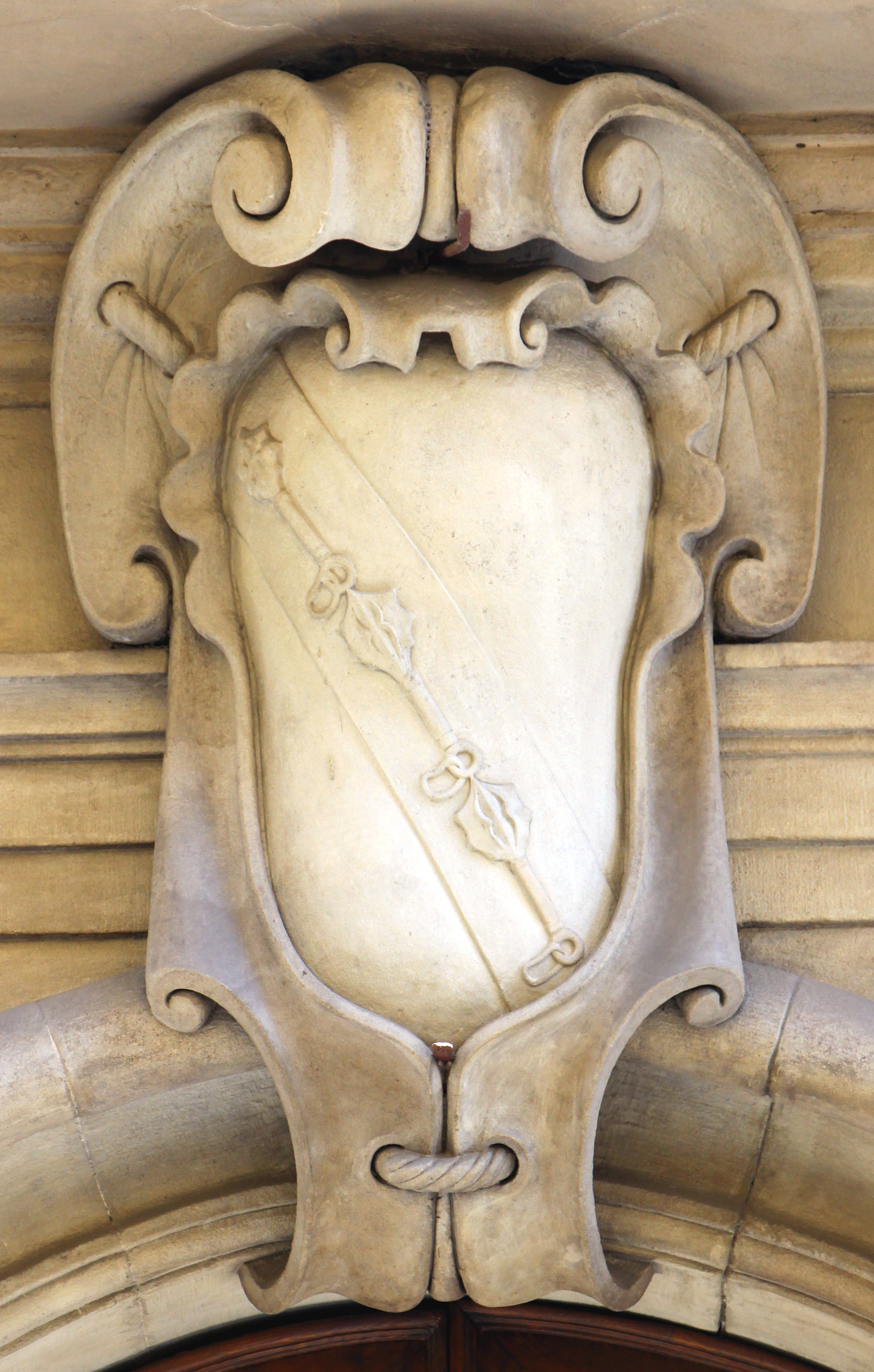
Stemma Mazzei

La facciata principale su via Santa Monica, organizzata su sette assi, presenta caratteri sei/settecenteschi ma ostenta, sul portone, uno scudo con l'arme dei Mazzei (d'argento, alla banda di rosso caricata di tre mazze d'arme del campo, poste nel senso della pezza). Sul cantone con via d'Ardiglione è invece, in alto, uno scudo con l'arme dei Pandolfini (d'azzurro, a tre delfini d'oro nuotanti l'uno sull'altro, con il capo cucito d'Angiò poggiante a destra, e il quarto franco sinistro d'argento, caricato di una pianta di verde fiorita di tre pezzi di rosso e nodrita in un vaso d'oro). 
Il fronte secondario, su via de' Serragli, mostra invece più chiaramente le origini cinquecentesche del palazzo. Ancor più complessa la situazione degli interni. L'ingresso e le scale sono di stile unitario, neoclassico, con nicchie e statue che dovrebbero essere ricondotte agli anni in cui qui abitò François-Xavier Fabre, ma, al primo piano, si succedono ambienti con pitture del tardo Cinquecento, del Seicento e quindi del Settecento e dell'Ottocento (soffitto con medaglioni e putti di Francesco Mensi). Anche il Novecento è ben rappresentato, per la presenza di un grande e luminoso ambiente, realizzato verso il 1930 su progetto dell'architetto Giuseppe Castellucci. 
Verso l'angolo con via de' Serragli è presente il tabernacolo del Canto alla Cuculia, di Bicci di Lorenzo, con la Madonna col Bambino, tra i santi Paolo e Girolamo che regge in mano un cuculo, certo da mettere in relazione con l'antica denominazione del luogo, a lungo noto come canto alla Cuculia.